# 37 del Taure
|  | Aquest article tracta sobre 37 Tauri. Vegeu-ne altres significats a «A Tauri». |

37 del Taure (37 Tauri) és una única estrella de color taronja a la constel·lació zodiacal de Taure. S'hi pot veure a ull nu, amb una magnitud visual aparent de 4,36. Té un company visual de magnitud 10,01 amb una separació angular de 134,30″ en un angle de posició de 138,6°, a partir del 2003. Basat en un desplaçament de la paral·laxi anual de 17,43 ± 0,21 mas, 37 Tauri s'hi troba a uns 187 anys llum de distància. S'està allunyant del Sol amb una velocitat radial heliocèntrica de 9,5 km.
Es tracta d'una estrella gegant de tipus K evolucionada amb un tipus espectral K0 III-IIIb. A l'edat de 1.39 mil milions d'anys, s'ha convertit en un gegant vermell, cosa que indica que està generant energia a través de la fusió d'heli en el seu nucli. L'estrella té al voltant del doble de la massa del Sol i s'ha expandit fins a 10 [9] vegades el radi del Sol. Està radiant aproximadament 60 vegades la lluminositat del Sol des de la seva fotosfera ampliada a una temperatura efectiva de 4.732 K.

## Astronomia xinesa
En astronomia xinesa, 37 del Taure és anomenat 月, Pinyin: Yuè, significant Lluna, perquè aquesta estrella s'està marcant i posició sol dins asterisme de Lluna, mansió de Cap Pelut (vegeu : constel·lació xinesa).